# Eikei Suzuki
Eikei Suzuki (鈴木 英敬, Suzuki Eikei) est un homme politique japonais, né le 15 août 1974 dans la préfecture de Hyōgo.
Il est élu au poste de gouverneur de la préfecture de Mie en 2011.